# Labrit
Labrit – miejscowość i gmina we Francji, w regionie Nowa Akwitania, w departamencie Landy.
Według danych na rok 1990 gminę zamieszkiwało 666 osób, a gęstość zaludnienia wynosiła 9 osób/km² (wśród 2290 gmin Akwitanii Labrit plasuje się na 599. miejscu pod względem liczby ludności, natomiast pod względem powierzchni na miejscu 64.).